# Vorder Höhi
Die Vorder Höhi ist der Pass, der Amden mit Starkenbach in den Alpen des Schweizer Kantons St. Gallen verbindet.
Eine 3.-Klasse-Strasse beginnt im Ortsteil Vorderberg der Gemeinde Amden auf 1151 m ü. M.; sie darf nur mit einer Spezialbewilligung motorisiert befahren werden. Dieser Übergang aus der Region Walensee ins Toggenburg hatte kurzfristig 1973/74 an Bedeutung gewonnen als die Zufahrt von Weesen nach Amden wegen eines drohenden Felssturzes gefährdet war (siehe Bergsturz von Amden).
Die Passhöhe auf 1537 m ü. M. befindet sich östlich des Gulmen.